# Thalamita anomala
Thalamita anomala är en kräftdjursart som beskrevs av Stephenson och Hudson 1957. Thalamita anomala ingår i släktet Thalamita och familjen simkrabbor. Inga underarter finns listade i Catalogue of Life.